# Martine Bertereau

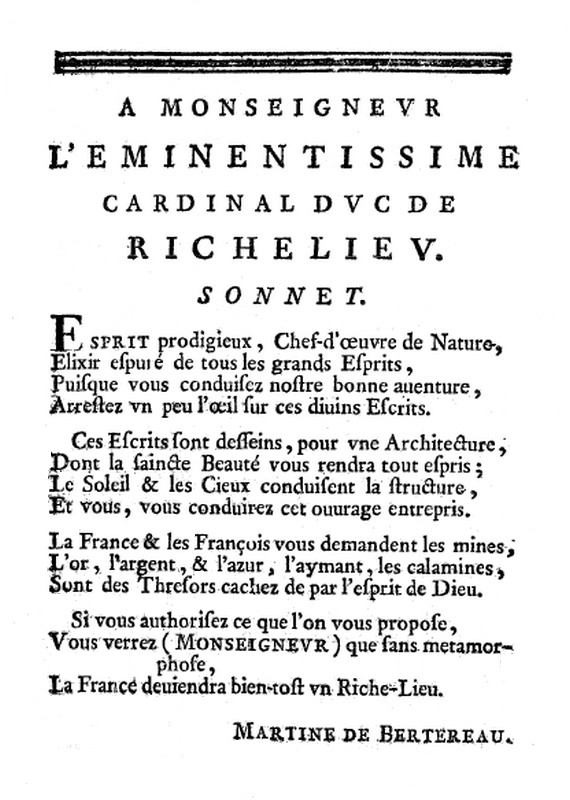
Sonet dedicat al cardenal Richelieu per Martine Bertereau en el seu llibre La restitution de pluton (1640).

Martine Bertereau, també coneguda com a baronessa de Beausoleil (França; c. 1590-Vincennes, França; c. 1642) va ser una pionera en enginyeria de mines i mineralogista francesa que va viatjar extensament per Europa a la recerca de jaciments minerals. Va examinar els llocs de centenars de mines potencials a França al servei del rei. Els seus escrits descriuen l'ús de varetes d'adivinació, així com molts consells científics i pràctics que va obtenir en gran part del llibre De architectura, escrit per l'arquitecte romà Vitruvi. Són una visió única de les habilitats artesanals involucrades en la mineria al segle xvii.

## Biografia
Martine Bertereau provenia d'una noble família francesa de Touraine que tradicionalment es dedicava a la mineria. Es va casar amb Jean de Chastelet, baró de Beausoleil i de Auffenbach, expert en mineria. Rodolf II, emperador del Sacre Imperi Romanogermànic, l'havia nomenat comissari general de les mines d'Hongria. Mentre el baró tenia aquesta posició, la parella va realitzar molts viatges visitant mines a Sud-amèrica, Hongria i Alemanya.
Enric IV de França els va comissionar per inspeccionar el territori francès en 1626, amb la intenció de situar possibles mines i reviure la indústria minera del país. Van establir una base en Morlaix a Bretanya. La seva activitat va despertar sospites en el clergat provincial que els seus mètodes implicaven màgia i un sacerdot anomenat Touche-Grippé, va revisar al seu castell a la recerca de material incriminatori. No es van aixecar càrrecs, però tots dos es van veure obligats a abandonar França. Temps després serien convidats pel rei Luis XIII, per continuar amb el treball.
La baronessa va escriure dos informes sobre el seu treball, el primer, Véritable déclaration de découverte des mines et minières, es va publicar en 1632. El segon estava escrit en forma de poema dirigit al cardenal Richelieu, La restitution de pluton (1640), és realment una súplica perquè els paguin pel treball realitzat.
En aquesta obra busca defensar la seva posició inusual com a dona en la indústria minera. S'especula que la demanda de diners va fer que el govern actués en contra d'ells acusant-los de bruixeria. Jean de Chastelet va ser empresonat a la Bastilla i Martine i la seva filla major al castell de Vincennes. Tots dos van morir a la presó.